# 未生流笹岡
未生流笹岡（みしょうりゅうささおか）は、笹岡竹甫（桃流斎竹甫）が開いた華道の流派。花号「桃流斎」。竹甫は滝藤華斎松甫より未生流の華道を学び、1919年（大正8年）、未生流笹岡の源流となる『未生流投入盛花家元』を開いた。竹甫は生花を重んじる未生流の流れを汲んでいる一方で、西洋の草花に目を付けるなど革新さがあった。
『未生流笹岡』と名乗ったのは二代目、笹岡勲甫の代からである。勲甫は杜若を生ける名人でもあったため、「杜若の笹岡」と名を馳せた。爾来、杜若が流花となっている。

## 特徴

### 寸法表の使用
未生流笹岡の最大の特徴は、花の切り方、挿し方などを記した寸法表を用いる点にある。この寸法表は永年培ってきた花を綺麗に見せる技術を初心者でも簡単に修得できるように勲甫が考案したもので、センチメートル単位で図面に起こしている。師範によって教え方が区々になるという問題点を克服している。この寸法表の利用から理論派の華道と自負している。

## 歴代家元
- 初代家元 笹岡竹甫（ささおか ちくほ）
- 二代家元　笹岡勲甫（ささおか くんぽ、1925年3月23日 - 2014年1月29日）
  - 1966年、二代家元を継承。流派名を「未生流笹岡」と改める。本名は笹岡勲太郎（ささおか くんたろう）。京都生まれ。竹甫の長男。既婚、2女あり。京都市在住。
- 三代家元  笹岡隆甫（ささおか りゅうほ、1974年9月21日 - ）
  - 2011年11月27日、三代家元を継承、花号「桃流斎」を襲名。本名は笹岡隆平。京都府京都市生まれ、在住。勲甫の外孫（長女の長男）で、養子。出生名は辻井隆平。父は数学者の辻井芳樹。妹、4歳下の弟（弁護士の辻井康平）がいる。京都大学で日本建築の歴史を専攻。2007年に、2004年にテニスで知り合った女性と結婚。2011年に長女、2012年に長男が生まれる。
    - 1987年3月 - ノートルダム学院小学校卒業
    - 1993年3月 - 洛星高等学校卒業
    - 1997年（平成9年）3月 - 京都大学工学部建築学科卒業
    - 1999年（平成11年）3月 - 京都大学大学院工学研究科・工学部修士課程修了
    - 2016年（平成28年）6月 - 大正大学客員教授
    - 2016年（平成28年）12月 - 京都市教育委員会委員[1]